# Herve
Herve är en kommun i Belgien.   Den ligger i provinsen Liège och regionen Vallonien, i den östra delen av landet, 100 km öster om huvudstaden Bryssel. Antalet invånare är 17 078.
Omgivningarna runt Herve är en mosaik av jordbruksmark och naturlig växtlighet. Runt Herve är det mycket tätbefolkat, med 1 018 invånare per kvadratkilometer.